# Ladislav Vele
Ladislav Vele (24. dubna 1906, Mukařov – 18. července 1953, Vesec u Turnova) byl český malíř, grafik, ilustrátor a scénograf.

## Život

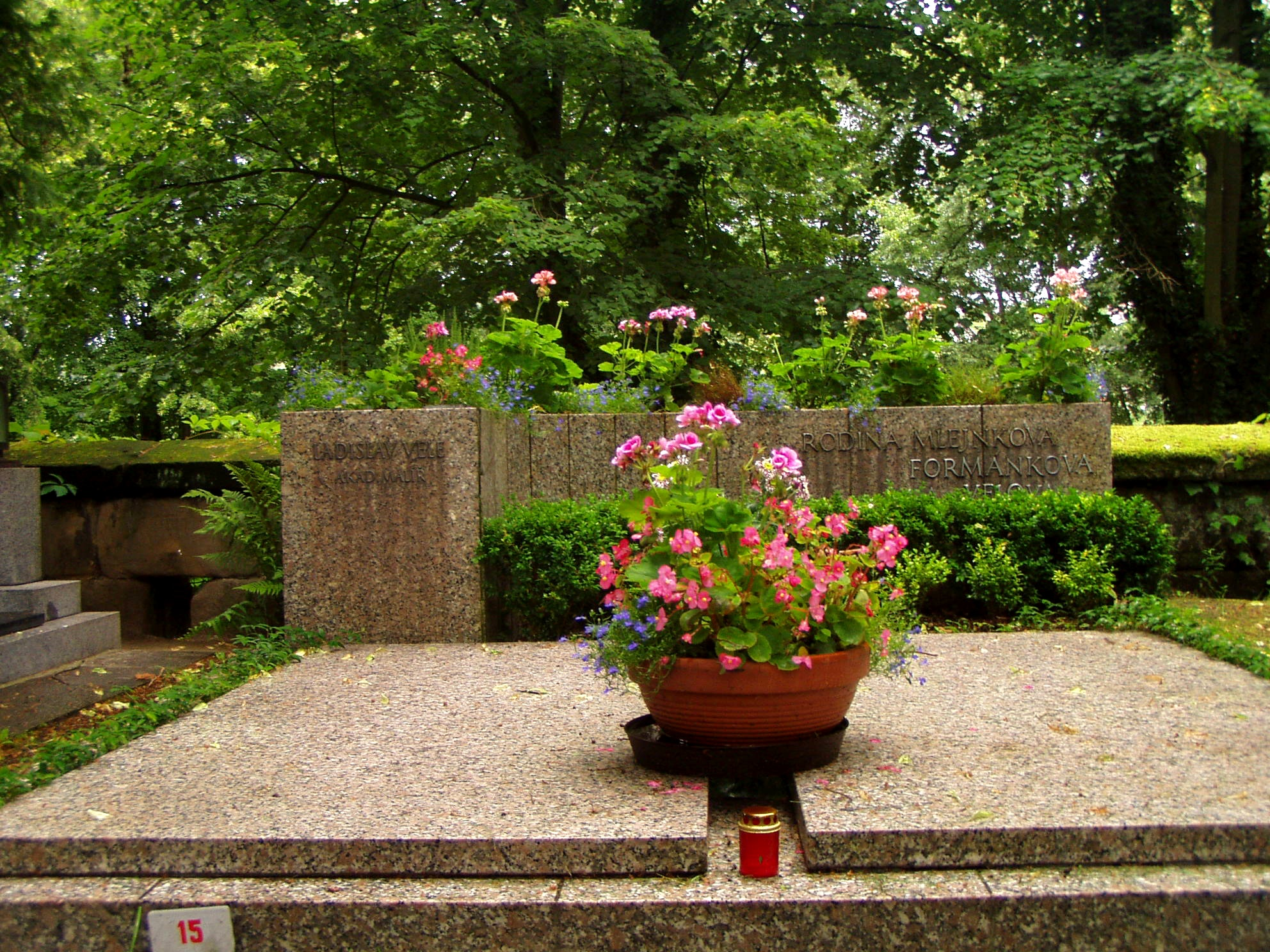
Hrob v Turnově

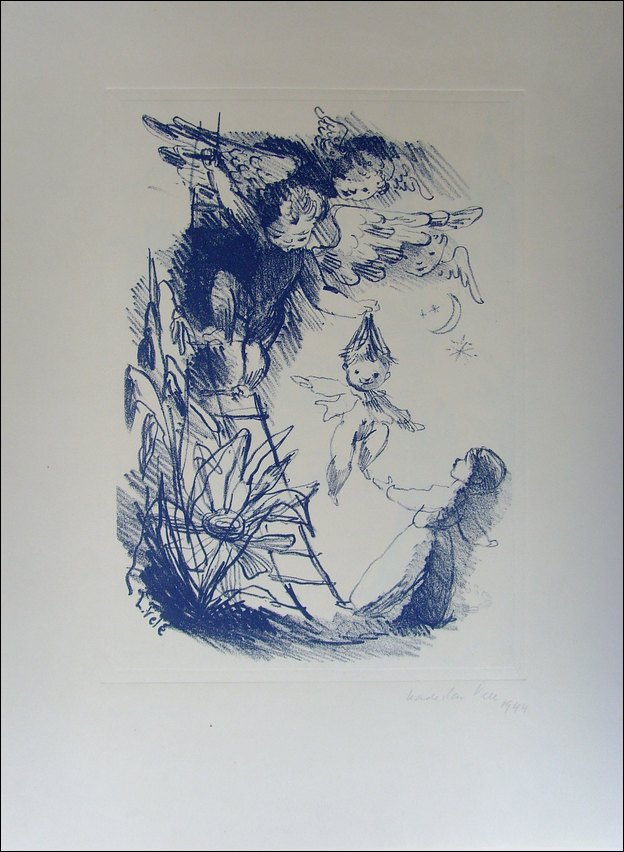
Fantazie (1944), litografie na papíře

Narodil se v rodině hostinského, pocházel ze čtyř dětí. Již jako chlapec projevoval výtvarné nadání. Studoval v Praze na Českém vysokém učení technickém a na Uměleckoprůmyslové škole, kde byl žákem profesora Zdeňka Kratochvíla. Poté působil jako profesor kreslení na Učitelském ústavu v Čáslavi, ale zejména na reálném gymnáziu v Pardubicích. Tragicky zahynul 18. července 1953 nedaleko rodného Vesce, když se při jedné ze svých toulek do plenéru nešťastně dotkl spadlého elektrického vedení. Je pochován na turnovském hřbitově v oddělení C.

## Dílo
Zabýval se malbou, volnou i užitou grafikou a knižní ilustrací. Zdrojem jeho inspirace byla především krajina okolí Pardubic a oblast Českého ráje s jeho přírodními krásami i pamětihodnými stavbami. K jeho oblíbeným lokalitám patřily Kunětická hora, Malá Skála, Suché skály, Kozákov, Trosky, Frýdštejn nebo Kost, ale také Pojizeří a Podkrkonoší. Mezi jeho díly však najdeme i portréty a zátiší s květinami. Z grafických technik si oblíbil především litografii (známý je jeho litografický cyklus Český ráj). Je rovněž tvůrcem více než 120 exlibris, opět vytvářených téměř výhradně technikou litografie. Taktéž byl autorem desítek scénických výprav pro Východočeské divadlo v Pardubicích, Horácké divadlo v Jihlavě a Městské divadlo v Kladně.